# Rejectaria flavipunctulata
Rejectaria flavipunctulata là một loài bướm đêm trong họ Noctuidae.